# Nature Forever Society
Nature Forever Society és una organització ubicada a l'Índia que treballa en la conservació dels pardals i d'altres espècies d'ocells, des del 2006. No es va registrar formalment, però, fins a 2008. Va ser fundada per Mohammed Dilawar, amb els objectius de conscienciar sobre la situació de diverses espècies d'ocells i d'involucrar els ciutadans i ciutadanes en el moviment de conservació de l'Índia. El seu treball, basat en la creació de diverses iniciatives senzilles, ha arribat a tenir una gran importància en relació amb la conservació de moltes espècies de flora i fauna.